# Laidback Luke
Laidback Luke, egentligen Lucas Cornelis van Scheppingen, född den 22 oktober 1976 i Manila, Filippinerna är en nederländsk DJ och musikproducent. Musikgenren som han ägnar sig åt är mestadels house. Laidback Luke var 2011, enligt tidskriften DJ Mag, världens 20:e populäraste DJ.

## Diskografi

### Singlar
- 1998: Laidback Luke - Double 0
- 2006: Laidback Luke feat. Paul V.K. - Don't Let Go
- 2006: Steve Angello & Laidback Luke - Otherwize Then
- 2007: Laidback Luke - Killing The Kitchen
- 2007: Laidback Luke - Showrocker
- 2007: Laidback Luke feat. Stephen Granville - Hypnotize
- 2007: Axwell, Angello, Ingrosso & Laidback Luke - Get Dumb
- 2007: DJ DLG & Laidback Luke - Ambition
- 2007: Steve Angello & Laidback Luke - Be
- 2007: Laidback Luke - Rocking With The Best
- 2007: Laidback Luke - Break The House Down
- 2007: Sebastian Ingrosso & Laidback Luke - Chaa Chaa
- 2008: Steve Angello & Laidback Luke vs Robin S - Be vs. Show Me Love
- 2008: Laidback Luke & Roman Salzger feat. Boogshe - Generation Noize
- 2008: A-Trak & Laidback Luke - Shake It Down
- 2008: Laidback Luke & Roman Salzge Feat. Boogshe - Generation Noise
- 2008: Laidback Luke & Tom Stephan Feat. Romanthony - Show
- 2008: Laidback Luke - Down With The Mustard
- 2009: Laidback Luke & Diplo - Hey!
- 2009: Steve Angello & Laidback Luke Feat. Robin S - Show Me Love
- 2009: Swedish House Mafia and Laidback Luke - Leave The World Behind
- 2009: Laidback Luke - Need Your Lovin'
- 2009: Laidback Luke & Lee Mortimer - Blau!
- 2011: Laidback Luke, Steve Aoki & Lil Jon - Turbulence
- 2013: Laidback Luke & Hardwell - Dynamo
- 2013: Peeking Duk & Laidback Luke - Mufasa
- 2014: Martin Solveig & Laidback Luke - Blow
- 2014: Project 46,  Laidback Luke & Collin McLoughin - Collide
- 2014: Laidback Luke & Jonathan Mendelsohn - Timebomb
- 2014: Laidback Luke & Jonathan Mendelsohn - Till Tonight
- 2014: Laidback Luke, Gregor Salto & Mavis Acqua - Step by Step
- 2014: D.O.D & Laidback Luke - Flashing Lights
- 2014: Laidback Luke & Martel - We Are The Stars
- 2014: Laidback Luke & Lee Mortimer - Strobelight
- 2014: Majestic & Laidback Luke - Pogo
- 2014: Laidback Luke - My G.O.D (Guns on Demo)
- 2014: Martin Solveig, Chuckie & Laidback Luke - 1234
- 2014: Laidback Luke - Break Down The House
- 2014: Marc Benjamin & Laidback Luke - We're Forever
- 2014: Laidback Luke & Gina Turner - Bae
- 2014: Project 46 & Laidback Luke - Memories
- 2014: Uberjack'd & Laidback Luke - Go
- 2015: Laidback Luke - Stepping To The Beat
- 2015: Laidback Luke & Tujamo - S.A.X
- 2015: Angger Dimas, Mina & Laidback Luke - Beat Of The Drum
- 2015: Laidback Luke, Shelco Garcia, Teenwolf & Kriss Kriss - Outer Space (XXX)
- 2015: Laidback Luke & Chocolate Puma - Snap That Neck

### Remixer, inofficiella verk samt bootlegs
- 1996: Green Velvet - The Stalker (LBL Remix)
- 2002: Damon Wild & Tim Taylor - Bang The Acid
- 2002: Green Velvet - Land Of The Lost
- 2003: Daft Punk - Crescendolls (LBL Remix)
- 2004: Steve Angello - Voices (LBL Remix)
- 2004: Jaimie Fanatic - B Boy Stance
- 2005: MYPD - You're Not Alone (LBL Remix)
- 2006: Hardrox - Feel The Hard Rock (LBL Remix)
- 2006: Another Chance - The Sound Of Eden (LBL Remix)
- 2007: TV Rock vs Dukes Of Windsor - The Others (LBL Remix)
- 2007: DJ DLG & Laidback Luke - Ambition (LBL Remix)
- 2007: David Guetta feat. Cozi - Baby When The Lights (LBL Remix)
- 2008: Natalie Williams - U Don't Know (LBL Remix)
- 2008: Roger Sanchez - Again (LBL Remix)
- 2008: Paul Johnson - Get Get Down (LBL Remix)
- 2008: Juice String - Sex Weed (LBL Remix)
- 2008: David Guetta feat. Tara McDonald - Delirious (LBL Remix)
- 2008: TV Rock feat. Rudy - Been A Long Time (LBL Remix)
- 2008: Steve Angello - Gypsy (LBL Remix)
- 2008: Underworld - Ring Road (LBL Remix)
- 2008: The Black Ghosts - Repetition Kills You (LBL Remix)
- 2008: Martin Solveig - I Want You (LBL Remix)
- 2008: Roger Sanchez feat. Terri B - Bang That Box (LBL Remix)
- 2008: Hervé (DJ) - Cheap Thrills (LBL Bootleg)
- 2008: Madonna vs Dirty South - 4 Minutes To Let It Go (LBL Bootleg)
- 2008: Joachim Garraud - Are U Ready (LBL Remix)
- 2008: Bob Sinclar - Gymtonic (LBL Bootleg)
- 2008: Chromeo - Fancy Footwork (LBL Remix)
- 2008: Beyonce - Me, Myself & I (LBL Bootleg)
- 2008: Coldplay - Viva La Vida (LBL Bootleg)
- 2008: Tocadisco - Streetgirls (LBL Remix)
- 2008: Surkin - White Knight Two (LBL Remix)
- 2008: Zombie Nation - Kernkraft 400 (LBL Bootleg)
- 2008: Daft Punk - Teachers (LBL Rework)
- 2008: Dada Life - Rubber Band Boogie (LBL Remix)
- 2009: Notorious B.I.G. feat. Puff Daddy & Mase - Mo Money Mo Problems (LBL Bootleg)
- 2009: David Guetta feat. Kelly Rowland - When Love Takes Over (LBL Remix)
- 2009: Nas - Made You Look (LBL Bootleg)
- 2009: Empire Of The Sun - Walking On A Dream (LBL Bootleg)
- 2009: Depeche Mode- Fragile Tension (LBL Remix)